# Enrico Coniglio
Enrico Coniglio (Venezia, 1975) è un musicista italiano.

## Biografia
La sua musica opera nell'ambito della sound art e del paesaggio sonoro, stile che ha intrapreso, dopo alcune iniziali ricerche di stampo ambientale, con l'intento di ricreare con il suono ambienti naturali e urbani immaginari e non.
Ha partecipato a numerose manifestazioni dedicate al mondo della musica di ricerca quali Flussi (Avellino), Electrofestival (Milano) e Störung Festival (Barcellona). Ha collaborato nei progetti Lemures (con Giovanni Lami), Herion (con Emanuele Errante ed Elisa Marzorati) e Aqua Dorsa (con Oöphoi).
È inoltre detentore dell'etichetta digitale Galaverna, con cui distribuisce musica incentrata sui field recording, nonché membro dell'Archivio Italiano Paesaggi Sonori.

## Discografia parziale
- 2002 - Grammatologia
- 2007 - Areavirus (Topofonie Vol.1)
- 2008 - DyanMU
- 2010 - Songs From Ruined Days
- 2010 - Salicornie (Topofonie Vol. 2)
- 2010 - Sea Cathedrals (con Manuel P. Cecchinato e Massimo Liverani)
- 2011 - Dialogue One (con Under The Snow)
- 2013 - Inner Frost (con Øe)
- 2016 - Bragos series: Astrùra and Solèra
- 2017 - Open to the Sea (con Matteo Uggeri)